# 原色白睫藓
原色白睫藓（学名：Leucophanes candidum）为白发藓科白睫藓属下的一个种。